# E-Cycling-Weltmeisterschaften 2020
Die E-Cycling-Weltmeisterschaften 2020 wurden am 9. Dezember vom Radsport-Weltverband UCI in Zusammenarbeit mit Zwift ausgetragen. Es waren die ersten ihrer Art.

## Ablauf
Im September 2019 schloss die UCI eine Vereinbarung mit Zwift, dem Betreiber einer E-Cycling-Plattform, um 2020 erstmals Weltmeisterschaften in dieser Disziplin auszutragen. Zwift plante zunächst, die Wettkämpfe in London auszutragen, so dass alle Fahrer mit kontrollierter, standardisierter Ausrüstung fahren würden, und hoffte, dafür auch die größten Stars des Radsports anzuziehen. Entsprechende Verhandlungen mit den UCI WorldTeams über eine Freigabe ihrer Fahrer scheiterten jedoch. Durch die Corona-Pandemie, die im Frühjahr und Sommer 2020 Ausgangssperren in vielen Ländern zur Folge hatte und Radrennen unmöglich machte, erlebte Zwift dennoch einen unvorhergesehenen Aufschwung und wurde von zahlreichen Profis zum Training eingesetzt.
Im August 2020 verkündete die UCI den Termin im Dezember; aufgrund der Pandemie wurde die WM nunmehr vollständig virtuell abgehalten, die Athleten konnten den Wettkampf also etwa von zu Hause oder von ihrem Trainingslager aus bestreiten. Den nationalen Radsportverbänden wurden Quotenplätze zugeteilt, für die sie Fahrer benennen konnten. Die Bemessung dieser Quotenplätze richtete sich nach Kriterien wie der UCI-Weltrangliste für den Straßenradsport und der Anzahl der Teilnehmer pro Nation an Zwift.
Als Wettkampfstrecke wurde eine mit 50 Kilometern Länge bezifferte Strecke namens „Watopia“ verwendet, das Preisgeld für die Sieger betrug bei Männern wie bei Frauen je 8000 Euro. Es starteten neben E-Cycling-Spezialisten auch Weltklassefahrer verschiedener Disziplinen wie Straßenradsport, Cyclocross, Mountainbike und Bahnradsport. Mit Sarah Storey war eine prominente Paracycling-Fahrerin vertreten. Erste Weltmeisterin wurde die Südafrikanerin Ashleigh Moolman-Pasio, bei den Männern siegte der Deutsche Jason Osborne. Während Moolman-Pasio zu den weltbesten Straßen-Fahrerinnen zählte, war der im Radsport eher unbekannte Osborne eher im Rudern aktiv gewesen und hatte dort auch im Ergorudern Erfolg gehabt. Er stieg in der Folge vollständig in den Radsport ein und gab das Rudern auf.

## Ergebnisse

### Frauen
| Platz | Name                   | Land | Zeit      |
| ----- | ---------------------- | ---- | --------- |
| 1     | Ashleigh Moolman-Pasio | RSA  | 1:13:27 h |
| 2     | Sarah Gigante          | AUS  | + 0,06 s  |
| 3     | Cecilia Hansen         | SWE  | + 1,24 s  |
| 4     | Lauren Stephens        | USA  | + 1,26 s  |
| 5     | Jacquie Godbe          | USA  | + 1,39 s  |
| 6     | Annika Langvad         | DEN  | + 1,42 s  |
| 7     | Laura Matsen Ko        | USA  | + 1,53 s  |
| 8     | Emma Belforth          | SWE  | + 1,66 s  |
| 9     | Kristen Kulchinsky     | USA  | + 5,22 s  |
| 10    | Bre Vine               | AUS  | + 6,11 s  |

Weitere Platzierungen:
 Hannah Ludwig (11.), Tanja Erath (20.), Finja Smekal (45.), Lisa Brennauer (46.), Christa Riffel (49.)
Aus dem übrigen deutschsprachigen Raum waren keine Fahrerinnen präsent.

### Männer
| Platz | Name             | Land | Zeit      |
| ----- | ---------------- | ---- | --------- |
| 1     | Jason Osborne    | GER  | 1:05:15 h |
| 2     | Anders Foldager  | DEN  | + 1,74 s  |
| 3     | Nicklas Pedersen | DEN  | + 2,09 s  |
| 4     | Ollie Jones      | NZL  | + 2,53 s  |
| 5     | Benjamin Hill    | AUS  | + 2,55 s  |
| 6     | Lionel Vujasin   | BEL  | + 2,73 s  |
| 7     | Matteo Dal-Cin   | CAN  | + 2,88 s  |
| 8     | Freddy Ovett     | AUS  | + 3,05 s  |
| 9     | Ryan Larson      | USA  | + 3,10 s  |
| 10    | Jonas Hvideberg  | NOR  | + 3,11 s  |

Weitere Platzierungen:
 Jonas Rapp (16.), Lucas Carstensen (37.), Miguel Heidemann (47.)
 Felix Ritzinger (23.), Moran Vermeulen (24.)
 Lars Forster (26.)